# Intrinsische Leitfähigkeit
Intrinsische Leitfähigkeit entsteht dadurch, dass Festkörper (von sich aus, intrinsisch) dazu neigen, Gitterfehler auszubilden und damit eine Ladungsbewegung („Ionenleitung“ oder „Elektrische Leitfähigkeit“) ermöglichen.
In einem Festkörper können Gitterfehler wie z. B. Schottky-Defekte und Frenkel-Defekte auftreten. Sie sind thermodynamisch begünstigt, da sie einen Entropiegewinn bringen. Das System neigt demnach bis zu einem gewissen Grad dazu, Defekte auszubilden (siehe Defektkonzentration). Diese Fehler werden als intrinsische Fehler bezeichnet. Die Defektkonzentration hat bei 0 K den Wert null und steigt mit der Temperatur.